# Episodi di Peaky Blinders (quinta stagione)
La quinta stagione della serie televisiva  Peaky Blinders  è stata trasmessa in prima visione assoluta nel Regno Unito dal canale via cavo BBC One dal 25 agosto al 22 settembre  2019
In Italia è stata interamente pubblicata sul servizio di streaming Netflix il 4 ottobre 2019. 
| n | Titolo originale | Titolo italiano | Prima TV UK       | Pubblicazione Italia |
| - | ---------------- | --------------- | ----------------- | -------------------- |
| 1 | Black Tuesday    | Martedì Nero    | 25 agosto 2019    | 4 ottobre 2019       |
| 2 | Black Cats       | Gatti Neri      | 26 agosto 2019    | 4 ottobre 2019       |
| 3 | Strategy         | Strategia       | 1 settembre 2019  | 4 ottobre 2019       |
| 4 | The Loop         | Il Cappio       | 8 settembre 2019  | 4 ottobre 2019       |
| 5 | The Shock        | Lo Shock        | 15 settembre 2019 | 4 ottobre 2019       |
| 6 | Mr Jones         | Signor Jones    | 22 settembre 2019 | 4 ottobre 2019       |

## Martedì Nero
- Titolo originale: Black Tuesday
- Diretto da: Anthony Byrne
- Scritto da: Steven Knight

### Trama
29 ottobre 1929. Tommy si reca in una cabina telefonica a Lickey Hills dove Arthur legge al telefono una lettera degli "Angeli della nostra punizione" in cui afferma di non aver mai sentito parlare di Peaky Blinders e quindi non hanno paura delle loro minacce. Tommy manda Aberama e Isiah a mandare loro un messaggio e dice a Finn di starne fuori. Ma quest'ultimo con la voglia di mettersi alla prova si unisce a loro e durante una sparatoria viene colpito al braccio. Nel frattempo, Michael, che dirige i Peaky Blinders negli Stati Uniti, riceve un messaggio dove dice che la borsa di Wall Street è crollata e parte per Birmingham con la sua amante Gina. Tommy riceve la notizia da Arthur sul crollo del mercato azionario e diventa furioso dopo aver appreso che Michael ha resistito anche dopo essere stato incaricato di non farlo. Tommy convoca una riunione del consiglio in cui è chiaro che Linda è infuriata dal fatto che Tommy abbia nominato Arthur presidente della società in modo che potesse mantenere un'immagine pulita e lasciare che gli altri facessero il suo lavoro sporco.  Successivamente i membri esclusivi dei Peaky Blinders hanno una riunione di famiglia al pub Garrison dove Tommy rivela che Aberama e Isiah sono stati mandati per uccidere un magnaccia che stava ricattando un membro anziano della Camera dei Lord. Durante l'incontro, Polly dice a Tommy e Arthur che Ada è di nuovo incinta. Alla Camera dei Comuni, Tommy incontra il laburista Oswald Mosley e in seguito minaccia Lord Suckerby, il Signore che aveva incaricato Shelby di uccidere il magnaccia per proteggere la sua reputazione, per aver pagato l'intero importo del contratto. Michael Levitt, un giornalista del Times, conduce un'intervista con Tommy e gli fa domande sul suo passato al fine di danneggiare la sua immagine di parlamentare, ma Tommy lo supera minacciandolo di smascherare la sua omosessualità. Alla fine Levitt verrà successivamente ucciso da Arthur e da un suo complice.

## Gatti Neri
- Titolo originale: Black Cats
- Diretto da: Anthony Byrne
- Scritto da: Steven Knight

### Trama
Tommy si sveglia e vede uno spaventapasseri nella sua campagna travestito da lui. Confuso e arrabbiato, si avvicina ad essi dove trova un biglietto e scopre subito di trovarsi in mezzo alle mine. Con attenzione si fa strada attraverso il campo, salvando suo figlio Charles e sparando furiosamente alle mine e allo spaventapasseri. Nella sua villa, Tommy riceve una chiamata dal Capitano Swing, che lo informa di aver catturato Michael dagli uomini che presumibilmente vogliono uccidere Tommy e chiede se risparmiarlo o ucciderlo; secondo la richiesta di Tommy, Michael viene lasciato libero. Al Garrison, Arthur e Tommy avvertono Finn di non farsi coinvolgere con le armi, e Tommy dice ad Arthur che non dorme perché sogna che qualcuno vuole la sua corona e che potrebbe essere Michael. Polly e Arthur vanno alla stazione per ricevere Michael, dove presenta la sua nuova moglie Gina Gray. Polly dice a Michael che non tornerà a casa finché non avrà detto la verità su quello che è successo al molo e non avrà preso una suite per lui. Tommy e Ada incontrano il signor Mosley dove Tommy dice che Ada gli ha sconsigliato di incontrarlo poiché sembra che si stia muovendo verso il fascismo. Tommy racconta a Polly del suo sogno di gatto nero, il che implica che c'è un traditore nelle vicinanze. Michael racconta la sua versione della storia: voleva un testimone per il matrimonio suo e di Gina e ha trovato un commissario di bordo, i cui amici al molo salendo a bordo hanno iniziato a parlare con Michael insinuando che Tommy aveva una pallottola col suo nome, ed è allora che l'IRA lo ha catturato e gli disse che gli uomini con cui stava parlando erano i Billy Boys. Nel frattempo, in una foresta, i Billy Boys feriscono Aberama alla spalla e uccidono suo figlio Bonnie dopo averlo crocifisso. Un Aberama ferito va a casa di Tommy con Johnny Dogs, che suppone sia il traditore, poiché lui e i Lee erano gli unici a sapere della loro posizione.  Infuriata, Lizzie esce con una pistola e Tommy la calma.

## Strategia
- Titolo originale: Strategy
- Diretto da: Anthony Byrne
- Scritto da: Steven Knight

### Trama
Tommy e Polly si dirigono verso un orfanotrofio cattolico a cui vogliono chiudere i finanziamenti dopo aver ricevuto segnalazioni di violenze contro bambini, violenze che hanno portato al suicidio di una bambina. Aberama Gold, mentre è ricoverato in ospedale, viene portato in un campo di zingari da Polly che lo esorta a riprendersi e a tacere, ma Aberama disobbedisce agli ordini e parte per la Scozia per dichiarare guerra ai Billy Boys e vendicare la morte di suo figlio; Tommy invierà Arthur e Johnny Dogs in suo aiuto. Arthur, sempre più in rovina a causa dell'abuso di alcol e cocaina, accetta di andare in Scozia in cambio dell'ubicazione di un amico di Linda, un'amante, che finisce per picchiare, accecare e sfigurare quando non riesce a capire dove si trova la moglie. Linda vuole divorziare da Arthur, ma Lizzie la scoraggia. Michael continua a ricevere ordini degradanti come punizione per aver perso il denaro di Tommy nel crollo di Wall Street e la sua presunta alleanza con il Capitano Swing, raggiungendo quasi un punto di rottura. Nonostante Ada tenti di fermarli, Gina è fermamente decisa a partire con Michael per tornare a New York dove poter avere il figlio e cerca anche di convincere Polly a ricucire i rapporti. Mosley, in un incontro con Tommy, Arthur e Michael, utilizza la sua leva per nascondere le indagini sull'omicidio del signor Levitt e costringe Tommy a unirsi alla British Union of Fascists che sarà presto creata.  Tommy accetta con riluttanza col fine di infiltrarsi nell'organizzazione e diventare un informatore. In Scozia, Aberama Gold e i suoi uomini hanno uno scontro violento con un gruppo di Billy Boys, che si conclude con Gold che versa catrame caldo su uno di loro e giura vendetta sul capo della band, Jimmy McCavern, per la morte di suo figlio. La mattina seguente, McCavern e i Billy Boys cercano una rappresaglia contro Gold facendo irruzione nel suo campo, solo per scoprire che è stato intrappolato con granate piazzate da Gold e Arthur, uccidendo alcuni degli uomini di McCavern.

## Il Cappio
- Titolo originale: The Loop
- Diretto da: Anthony Byrne
- Scritto da: Steven Knight

### Trama
Tommy e Arthur si incontrano con Chang, un uomo d'affari cinese della Triade che usa un'assassina fingendosi una prostituta per tenere Finn sotto tiro, per discutere di un lucroso carico di oppio, il cui valore è promesso per compensare le perdite del crollo di Wall Street. Tommy incontra Jimmy McCavern per stringere una tregua, soprattutto data la loro connessione reciproca con Oswald Mosley, e la usa per testare la spedizione di oppio. Per mantenere la tregua, Tommy costringe Aberama Gold a rifiutare la sua ricerca di vendetta, offrendo un matrimonio con Polly in  Restituzione. Oswald, in un incontro con Tommy, confida di conoscere il passato di Lizzie come prostituta, e in risposta Tommy dice a Oswald che è a conoscenza degli affari di quest'ultimo con sua cognata e la matrigna di sua moglie. Tommy, nonostante abbia tentato sia di mantenere la sua posizione alla Camera dei Comuni sia il suo accordo con Mosley, continua ad avere allucinazioni su Grace, al punto da quasi suicidarsi, come confessa ad Ada, che a sua volta suggerisce di ritirarsi dall'oppio lui stesso.  In una movimentata mostra privata del Lago dei cigni nella tenuta di Tommy, a cui Mosley partecipa, Gold propone a Polly, che accetta;  Michael dice a Gina che si occuperà del business dell'oppio dei Blinders e, attirato dalla quantità di denaro che guadagneranno, Gina accetta; Arthur si confronta con Linda, che tenta di sparargli, ma viene colpita da Polly.

## Lo Shock
- Titolo originale: The Shock
- Diretto da: Anthony Byrne
- Scritto da: Steven Knight

### Trama
Tommy, Polly e Arthur si prendono cura della ferita di Linda che, quando all'alba si riprende, abbandona Arthur. Mosley usa il palco alla fine del Lago dei cigni per fare un appassionato discorso sull'avvento del movimento fascista in Gran Bretagna, di cui tutti gli Shelby sono testimoni, in particolare il suo sentimento antisemita. Tommy tenta di fornire informazioni e prove a Ben Younger (compagno di Ada), che lo informa che sia il governo, il Ministero della Difesa e la Sezione D sono tutti a sostegno di Mosley, poiché credono che sia un baluardo contro una possibile rivolta comunista. Mentre se ne va con le prove, Ben viene ucciso da una bomba nella sua auto che uccide anche un bambino mentre giocava a calcio per strada. Tommy informa Ada della morte di Ben, che a sua volta rivela che egli non era a conoscenza della gravidanza di Ada con suo figlio. Arthur, Charlie, Curly, Aberama Gold e Isaiah si dirigono per incontrare Chang e caricare l'oppio nella loro barca, ma vengono attaccati all'arrivo da sconosciuti venuti a conoscenza dell'accordo di Chang con Tommy. Quest'ultimo incontra Barney, un vecchio compagno della Grande Guerra e lo aiuta a fuggire dal manicomio in cui è rinchiuso da dieci anni, in cambio dell'assassinio di Mosley.

## Signor Jones
- Titolo originale: Mr Jones
- Diretto da: Anthony Byrne
- Scritto da: Steven Knight

### Trama
Tommy viene chiamato alla Camera dei Comuni da Winston Churchill, che gli chiede della sua affiliazione con il partito fascista, informandolo che si tratta di un'infiltrazione.  In un incontro, Michael e Gina tentano di proporre una ristrutturazione totale della compagnia Peaky Blinders, che Tommy rimprovera e Michael dichiara aperta ribellione, venendo cacciato dal gruppo. Polly in seguito si dimette dall'azienda. Al Garrison, Tommy e Arthur giustiziano Micky, il barista, dopo aver scoperto che è stato lui a informare sia dell'incontro di Ben Younger con Tommy prima della sua morte, sia dell'imboscata di Arthur a Londra.  Tommy si reca quindi a Margate per chiedere aiuto ad Alfie Solomons, per organizzare un ammutinamento alla manifestazione di Mosley come copertura per l'assassinio. Finn rivela accidentalmente il piano dell'omicidio a Billy Grade, che gestisce il racket del calcio fisso, che fa una telefonata anche se riceve una tangente per il suo silenzio. Alla manifestazione, Tommy salva Jessie dall'arresto mentre i comunisti tentano una protesta. Il piano di omicidio fallisce al momento opportuno, tuttavia, poiché Barney, che si prepara a sparare, viene giustiziato da uno sconosciuto con una pistola silenziata e Aberama Gold viene ucciso mentre tentava di uccidere Jimmy McCavern. La manifestazione di Mosley è un caos.  Tommy si infuria del mancato attentato senza capire chi abbia tradito. Il giorno seguente, nel bel mezzo della nebbia mattutina, il suo tormento per gli eventi della scorsa notte e l'apparizione di Grace, spingono Tommy oltre il limite, urlando mentre tiene una pistola puntata alla testa, intenzionato a suicidarsi.